# Ewa Karwowska
Ewa Małgorzata Karwowska (ur. 10 czerwca 1968 w Warszawie) – polska mikrobiolog, profesor nauk technicznych. Specjalizuje się w biotechnologii środowiskowej oraz mikrobiologii i biologii środowiska. Profesor na Wydziale Instalacji Budowlanych, Hydrotechniki i Inżynierii Środowiska Politechniki Warszawskiej.
Studia ukończyła na Uniwersytecie Warszawskim w 1992. Rok później (1993) została zatrudniona na etacie asystenckim na Politechnice Warszawskiej, gdzie doktoryzowała się w roku 2000 na podstawie pracy pt. Usuwanie wybranych metali ciężkich ze ścieków przy zastosowaniu osadu czynnego (promotorem pracy była prof. Maria Łebkowska). Habilitowała się w 2008 na podstawie oceny dorobku naukowego i rozprawy Mikrobiologiczne procesy usuwania metali ze ścieków i szlamów galwanizerskich. W 2018 otrzymała tytuł profesora nauk technicznych.
Pracuje jako profesor w Zakładzie Biologii Wydziału Instalacji Budowlanych, Hydrotechniki i Inżynierii Środowiska Politechniki Warszawskiej. Prowadzi zajęcia m.in. z biotechnologii, biologii i ekologii oraz biologii środowiska. W pracy badawczej zajmuje się takimi zagadnieniami jak: bioremediacja gruntów z produktów ropopochodnych, zastosowanie procesów biotechnologicznych do usuwania i odzyskiwania metali ze ścieków i odpadów przemysłowych, zjawiska związane z rozwojem drobnoustrojów w paliwach, mikrobiologiczne zanieczyszczenie powietrza, a także wpływ nanocząstek na mikroorganizmy.
Współautorka opracowania Usuwanie metali ciężkich ze ścieków przemysłowych i z osadów ściekowych (wraz z M. Łebkowską, Polskie Zrzeszenie Inżynierów i Techników Sanitarnych 2003, ISBN 83-87792-24-1). Publikowała artykuły m.in. w takich czasopismach jak: „Journal of Hazardous Materials”, „International Journal of Applied Ceramic Technology”, „Nanotechnology Reviews”, „Advances in Applied Ceramics” oraz „Polish Journal of Environmental Studies”.